# Ташко Цветков
Ташко Цветков е български революционер, дебърски войвода на Вътрешната македоно-одринска революционна организация.

## Биография
Цветков е роден в Сушица, в Османската империя, днес в Северна Македония. Учи в Солунската гръцка мъжка гимназия, където общува с Райко Жинзифов и Теофил Аврамов. Работи като зидар. Взема участие в Руско-турската война (1877 – 1878) като четник при Георги Пулевски. Цветков е в четата на капитан Адам Калмиков в 1885 година. В 1895 година участва в акцията на Македонския комитет. През Илинденско-Преображенското въстание е войвода на чета в Галичко-реканския регион.
Загива на 24 февруари 1905 година в Олевени, Битолско, заедно с цялата си чета в сражение с турска войска.

## Галерия
- Ташко Цветков (в средата) със Павел Караасанов (вдясно).
- Филип Чакъров и Ташко Цветков.